# Russischer Wolf
Der Russische Wolf (Canis lupus communis) ist eine Unterart des Wolfes (Canis lupus) mit umstrittenem taxonomischem Status. Im Handbook of the Mammals of the World wird er als gültige Unterart geführt, in anderen, vergleichbaren Kompendien ist der Name Canis lupus communis jedoch als jüngeres Synonym von Canis lupus lupus (Eurasischer Wolf), der Nominatform des Wolfes, gelistet.

## Merkmale
Die Unterscheidung des Russischen Wolfes von anderen Unterarten, insbesondere vom Eurasischen Wolf und vom Tundrawolf (Canis lupus albus), fußt in erster Linie auf morphometrischen Studien an Schädeln ausgewachsener männlicher Individuen. Der Russische Wolf ist die größte eurasische Unterart.

## Verbreitung
Der Russische Wolf ist eine der Unterarten des Wolfs in Russland. Gesichert kommt er vom mittleren bis zum subpolaren Ural vor. Einst war er wahrscheinlich über weite Teile Osteuropas und Sibiriens verbreitet.